# موزه ولایت ننگرهار
موزه ولایت ننگرهار یک موزه واقع در هده افغانستان است.